# Tisa, Arad
Tisa este un sat în comuna Hălmagiu din județul Arad, Crișana, România. La recensământul din 2002 avea o populație de 270 locuitori. Biserica de lemn din localitate, cu hramul „Sf. Apostoli Petru și Pavel” a fost construită în 1770 are statut de monument istoric (cod:AR-II-m-A-00654).
În anii 1944-1945 numeroase familii de români din acest sat au fost colonizate în satul bănățean cu locuitori germani Wiesenhaid (5 km sud-est de Arad). Satul Wiesenhaid a fost redenumit cu acel prilej Tisa Nouă.